# جوتی
جوتی (به پرتغالی: Juti) یک منطقهٔ مسکونی در برزیل است که در ماتوگروسو جنوبی واقع شده‌است. جوتی ۱٬۵۸۵ کیلومتر مربع مساحت و ۶٬۷۸۷ نفر جمعیت دارد.